# Chaetodon lunulatus
Chaetodon lunulatus là một loài cá biển thuộc chi Cá bướm (phân chi Corallochaetodon) trong họ Cá bướm. Loài này được mô tả lần đầu tiên vào năm 1825.

## Từ nguyên
Tính từ định danh lunulatus trong tiếng Latinh có nghĩa là "có hình lưỡi liềm", hàm ý có lẽ đề cập đến hình dạng cơ thể gần như hình tròn của loài cá này.

## Phạm vi phân bố và môi trường sống
C. lunulatus trước đây chỉ được xem là danh pháp đồng nghĩa của Chaetodon trifasciatus, nhưng sau đó đã được công nhận là một loài hợp lệ và có phân bố ở Thái Bình Dương và một phần Đông Ấn Độ Dương, còn C. trifasciatus chỉ giới hạn ở Ấn Độ Dương. C. lunulatus và C. trifasciatus có phạm vi chồng lấn tại đảo Giáng Sinh (Úc), nơi mà cả hai có thể kết đôi khác loài và tạp giao với nhau.
Từ đảo Giáng Sinh và dọc theo bờ biển Tây Úc, phạm vi của C. lunulatus trải rộng về phía đông đến Tuamotu (Polynésie thuộc Pháp), ngược lên phía bắc đến vùng biển phía nam Nhật Bản và quần đảo Hawaii, xa về phía nam đến đảo Lord Howe và đảo Norfolk (Úc), cũng như quần đảo Gambier và Rapa Iti (Polynésie thuộc Pháp).
Nhiều tài liệu tiếng Việt vẫn còn nhầm lẫn giữa C. lunulatus và C. trifasciatus. Ở Việt Nam, C. lunulatus được ghi nhận tại cồn Cỏ (Quảng Trị); cù lao Chàm (Quảng Nam), đảo Lý Sơn (Quảng Ngãi) và quần đảo Hoàng Sa; Phú Yên; vịnh Nha Trang (Khánh Hòa); Ninh Thuận; cù lao Câu và một số đảo đá ngoài khơi Bình Thuận; cũng như tại Côn Đảo và quần đảo Trường Sa.
C. lunulatus sinh sống tập trung ở những khu vực mà san hô phát triển phong phú trên các rạn viền bờ hay trong các đầm phá, độ sâu khoảng 3–30 m; cá con thường ẩn mình giữa các bụi san hô nhánh.

## Mô tả

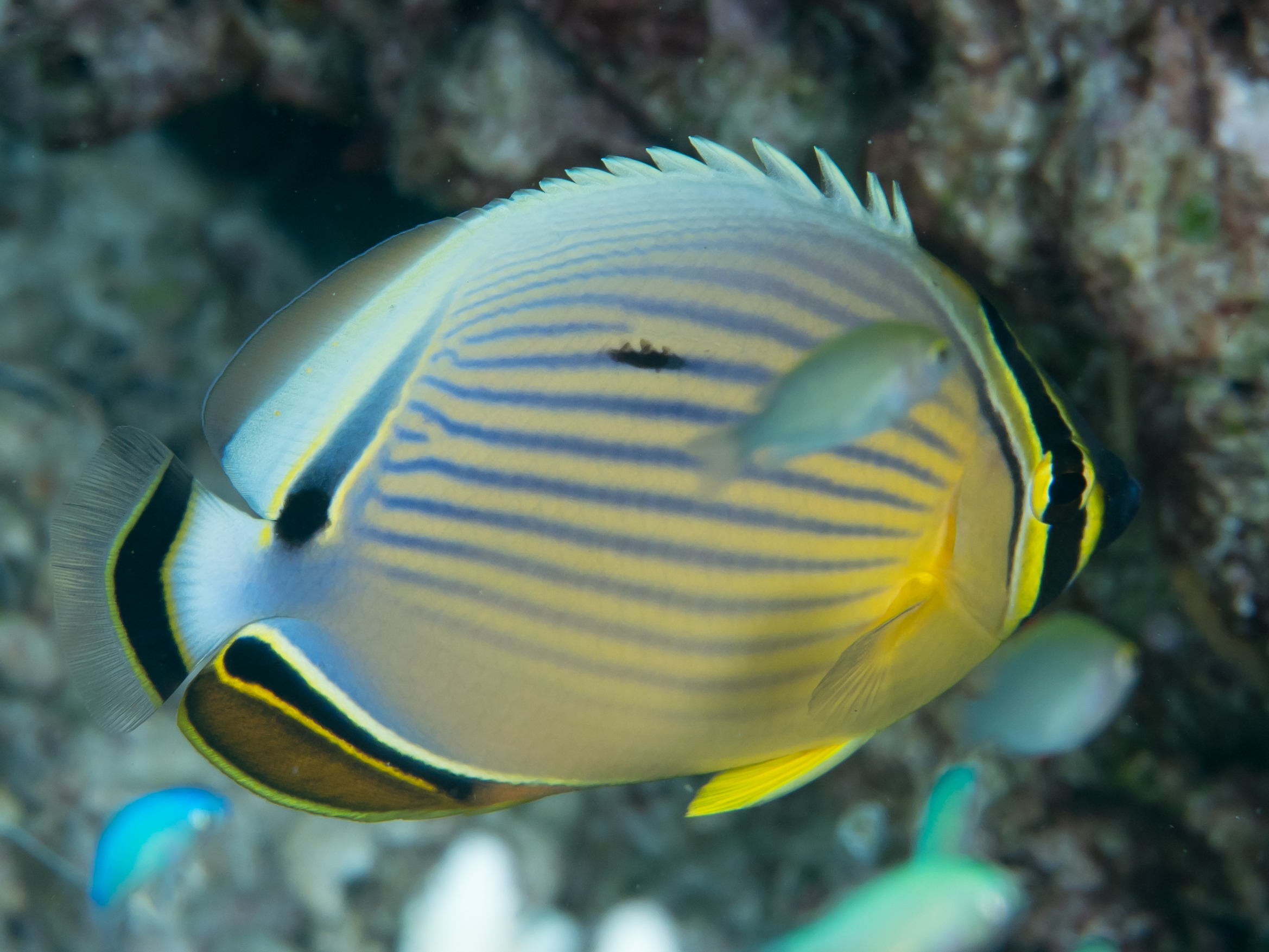
C. lunulatus

C. lunulatus có chiều dài cơ thể lớn nhất được ghi nhận là 26,7 cm. Loài này có màu vàng cam, ửng vàng hơn ở đầu và thân dưới với các sọc xiên màu xanh tím hai bên thân (thường có một đốm đen mờ giữa thân, nằm đè lên một sọc tím ở thân trên). Một dải đen viền vàng qua mắt, ngay sau mắt cũng có một sọc đen (được viền trắng ở rìa sát mắt) cong ngược lên lưng. Mõm đen. Dọc theo gốc vây hậu môn có một vệt đen viền vàng; phần vây còn lại màu đỏ sẫm. Còn ở vây lưng, phần vây từ giữa trở ra ngoài rìa màu đỏ sẫm, phần vây còn lại có màu trắng, được ngăn cách bởi một sọc mỏng màu xanh lam. Dọc theo gốc vây hậu môn và vây lưng ở thân sau là các dải màu xanh lam xám; dải vây lưng (có thể sẫm đen tùy góc nhìn) có một đốm đen gần cuống đuôi. Vây ngực trong suốt; có đốm vàng ở gốc. Vây bụng màu vàng tươi. Vây đuôi trong suốt ở nửa ngoài với một dải đen viền vàng giữa vây.
Số gai ở vây lưng: 13–14; Số tia vây ở vây lưng: 20–22; Số gai ở vây hậu môn: 3; Số tia vây ở vây hậu môn: 18–21; Số tia vây ở vây ngực: 13–15; Số gai ở vây bụng: 1; Số tia vây ở vây bụng: 5; Số vảy đường bên: 30–39.

## Phân loại học
C. lunulatus và C. trifasciatus hợp thành nhóm chị em với Chaetodon austriacus, một loài chỉ giới hạn ở Biển Đỏ và vịnh Aden, và Chaetodon melapterus, một loài có phạm vi trải dài từ vịnh Ba Tư xuống vịnh Aden, đều được xếp vào phân chi Corallochaetodon. C. austriacus có vây hậu môn và vây đuôi là màu đen hoàn toàn, còn C. melapterus có màu đen ở cả vây lưng và sọc hai bên thân rất mảnh.
Nếu không để ý quan sát sẽ dễ nhầm lẫn giữa C. lunulatus với C. trifasciatus do cả hai có kiểu hình rất giống nhau. C. trifasciatus có đốm màu vàng cam trên cuống đuôi nhưng C. lunulatus không có đốm này; ngược lại C. trifasciatus không có đốm đen ở dải xanh dọc gốc vây lưng như C. lunulatus; C. trifasciatus có nhiều sắc xanh tím hơn ở vùng lưng và thân trên; dải đen băng qua mắt của C. trifasciatus không nối liền thành một dải qua đỉnh đầu như C. lunulatus.

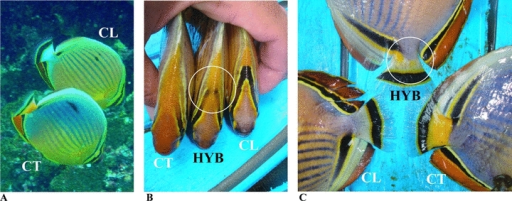
Hình A. Một cặp C. lunulatus và C. trifasciatus Hình B, C. Con lai và các đặc điểm phân biệt giữa C. lunulatus và C. trifasciatus

## Sinh thái học và hành vi

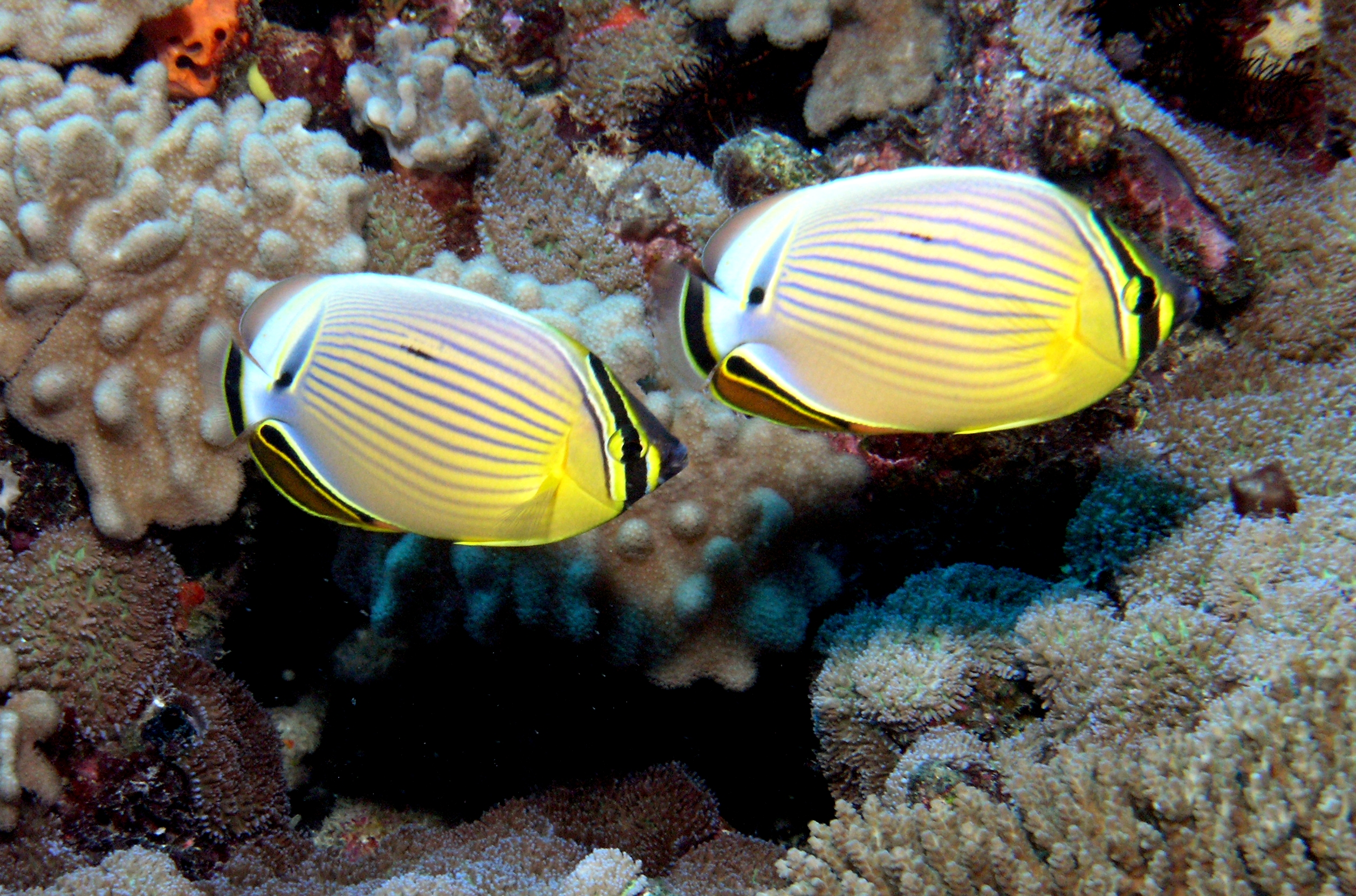
Một đôi C. lunulatus (tại Fiji)

### Thức ăn
San hô là nguồn thức ăn chủ yếu của C. lunulatus và các loài chị em của chúng. Theo một khảo sát ở rạn san hô Great Barrier, C. lunulatus có thể tiêu thụ 51 loài san hô từ 24 chi khác nhau, chủ yếu là san hô cứng (như Acropora hyacinthus và Pocillopora damicornis). Cũng tại đó, Chaetodon trifascialis, một loài cá bướm chuyên ăn san hô, có hành vi bảo vệ các vùng lãnh thổ có san hô A. hyacinthus và ngăn cản các loài khác như C. lunulatus ăn san hô này.
Là một loài phụ thuộc hoàn toàn vào san hô, quần thể C. lunulatus sẽ suy giảm nhanh chóng nếu san hô bị tẩy trắng đáng kể, và điều này đã xảy ra cũng tại rạn san hô Great Barrier.

### Sống thành đôi
C. lunulatus có xu hướng kết đôi với nhau, và phần lớn các cặp C. lunulatus trưởng thành được quan sát trong các nghiên cứu là những cặp khác giới, có lẽ nhằm mục đích thuận lợi cho việc sinh sản. Trong một cặp, cả hai luôn bơi gần và song song với nhau, thường cách nhau khoảng ≤ 1,5 m và hầu như không vượt quá 4 m. C. lunulatus là loài có sự chung thủy lâu dài với bạn đời, khi hai cá thể loài này được báo cáo là vẫn còn kết đôi với nhau trong tối đa 7 năm.
Như đã nói trên, C. lunulatus và C. trifasciatus có thể kết đôi khác loài với nhau. Con lai giữa C. lunulatus và C. trifasciatus được đánh giá là không có nhiều khác biệt về thể trạng cũng như tốc độ tăng trưởng so với loài bố mẹ.

### Sinh sản
Tại đảo Kuroshima, Okinawa (Nhật Bản), thời điểm sinh sản của C. lunulatus được quan sát vào lúc hoàng hôn của những ngày trăng tròn hoặc trăng non ở xung quanh dòng triều xa bờ. Vào buổi tối, mỗi cặp C. lunulatus thiết lập một lãnh thổ nhỏ tạm thời, là nơi mà chúng sẽ đẻ trứng và ngủ lại cho đến sáng hôm sau.

### Bảo vệ lãnh thổ
Mỗi cặp C. lunulatus bảo vệ một lãnh thổ chung để ngăn chặn sự xâm phạm từ những cá thể cùng loài. Khi xảy ra sự xâm phạm lãnh thổ, có 9 kiểu hành vi được ghi nhận ở C. lunulatus: nhìn chằm chằm, bơi ngang nhau, lao tới, dựng thẳng đuôi, rượt đuổi, bỏ trốn, bơi vòng quanh, đối đầu và tấn công. Dựng thẳng đuôi là hành vi đối kháng phổ biến ở các loài Chaetodon, cụ thể là ở C. lunulatus, tín hiệu này đóng vai trò quan trọng trong cơ chế kiểm soát sự hung hăng của chúng.

## Thương mại
C. lunulatus đôi khi được đánh bắt trong các hoạt động thương mại cá cảnh.